# Tiberio Muti
Tiberio Muti (* 1574 in Rom; † 14. April 1636 in Viterbo) war ein italienischer Bischof und Kardinal.

## Biografie
Muti wurde 1574 in Rom als drittes von neun Kindern von Carlo Muti, Herzog von Valle Mutia und Botschafter des Herzogs von Savoyen bei Papst Sixtus V., und Faustina Muti geboren. Er war ein Verwandter von Papst Paul V. Sein Vorname wird auch als Liberio angegeben; sein Nachname als de Mutis.
Von 1609 bis 1611 war er Kanoniker der Vatikan-Basilika und Mundschenk des Papstes.
Am 19. Dezember 1611 wurde er zum Bischof von Viterbo gewählt. Seine Bischofsweihe erfolgte am Sonntag, 15. Januar 1612, in der Sixtinischen Kapelle durch Kardinal Scipione Caffarelli-Borghese. Als Ko-Konsekratoren amtierten Fabio Blondus de Montealto, Patriarch von Jerusalem, und Antonio Ricci, Bischof von Arezzo.
Im Konsistorium vom 2. Dezember 1615 wurde er von Paul V. zur Kardinalswürde erhoben, worauf er am 5. Dezember 1615 den roten Hut erhielt. Seine Installation als Kardinalpriester von Santa Prisca erfolgte am 11. Januar 1616. Er nahm an den Konklaven von 1621, das Papst Gregor XV. wählte, und von 1623, das Papst Urban VIII. wählte, teil. Von 8. Januar 1629 bis 7. Januar 1630 war er Camerlengo des Heiligen Kardinalskollegiums.
Er starb am 14. April 1636 im Alter von 62 Jahren und wurde in der Kathedrale von Viterbo begraben.